# Marmozets
Marmozets est un groupe de rock alternatif britannique, originaire de Bingley, dans le Yorkshire du Sud, en Angleterre. Formé en 2007, le groupe comprend Rebecca « Becca » Macintyre (chant), Jack Bottomley (guitare), Sam Macintyre (guitare, chant) Will Bottomley (basse, chant) et Josh Macintyre (batterie). Marmozets signe chez Roadrunner Records en octobre 2013 et y publie son premier album, The Weird and Wonderful Marmozets, le 29 septembre 2014.
Leur deuxième album Knowing What You Know Now sort le 26 janvier 2018.

## Biographie
Les deux ensembles de frères et sœurs forment le groupe au lycée et commencent à jouer en live en 2007. Le groupe est à l'origine appelé The Marmozets. Sous ce nom, il publie un premier EP intitulé Out of My Control en 2009. Puis le groupe s'appelle juste Marmozets.
Ils partagent la scène avec des artistes comme Young Guns, Funeral for a Friend, Gallows, Hyro Da Hero, The Used, Four Year Strong et Muse. Ils sont aussi apparus dans de nombreux festivals tels que Glastonbury Festival, Download Festival, Reading and Leeds Festivals, Slam Dunk Festival, 2000 Trees and Y Not Festival. Marmozets entreprend sa première tournée britannique en septembre 2013. Le groupe sort le single Why Do You Hate Me? le 17 mars 2014.
En mars 2015, il est annoncé que Marmozets sera en support dans le Psycho UK Tour de Muse.
Leur deuxième album Knowing What You Know Now sort le 26 janvier 2018.

## Membres

### Membres actuels
- Rebecca 'Becca' Macintyre – chant
- Jack Bottomley – guitare solo
- Sam Macintyre – guitare rythmique, chœurs
- Will Bottomley – basse, chœurs
- Josh Macintyre – batterie

### Ancien membre
- Joe Doherty – guitare[9]

## Discographie

### Album studio
- 2014 : The Weird and Wonderful Marmozets
- 2018 : Knowing What You Know Now

### Singles
- 2012 : Good Days
- 2013 : Born Young and Free
- 2013 : Move Shake Hide
- 2014 : Why Do You Hate Me?
- 2014 : Captivate You
- 2017 : Play
- 2017 : Habits
- 2017 : Major System Error
- 2018 : Run With The Rhythm